# Universidad de las Islas Feroe

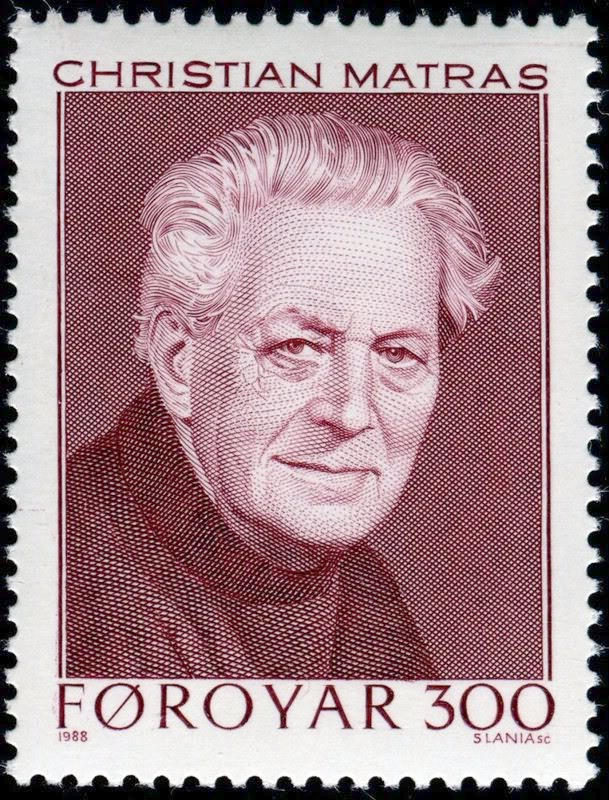
Christian Matras primer profesor de la universidad

La Universidad de las Islas Feroe es una universidad estatal localizada en Tórshavn, la capital de las Islas Feroe. Consta de tres facultades: la Facultad de Lengua y Literatura, la Facultad de Ciencia y Tecnología y la de Historia y Ciencias Sociales. La universidad ofrece estudios universitarios de primer grado, masters y cursos de doctorado en las tres facultades. El número de estudiantes es relativamente pequeño, con aproximadamente 142 estudiantes en total. La universidad organiza un concurso anual de tesinas abierto a todos los estudiantes. La educación se imparte en feroés, siendo pues la única universidad mundial que usa como lengua vehicular dicha lengua.
En 2010, el gobierno feroés le asignó un presupuesto de 68 millones de coronas danesas y trabaja en estrecha unión con la Universidad de Copenhague y la Universidad de Islandia, en proyectos de investigación.
Desde el curso 2004-2005 todas las enseñanzas de la universidad están adaptadas a los acuerdos de Bolonia.

## Historia
La Universidad de las Islas Feroe fue fundada en 1965 por miembros de la Sociedad Científica de las Islas Feroe, la cual a su vez fue fundada en 1952. Entre sus actividades, la Sociedad Científica Feroesa publicaba de forma periódica compilaciones de vocabulario de lengua feroesa y su principal objetivo era la promoción de la cultura y el estudio científico en las islas. En ese mismo año de 1952, la Sociedad promovió la creación de estudios de rango universitario en las Feroe. Dichos trabajos culminaron en la fundación de la Universidad de las Islas Feroe.
Dicha universidad empezó con la única cátedra del profesor Christian Matras, quien a su vez era profesor parte de la Universidad de Copenhague y un secretario, Maud Heinesen. En sus primeros años se ofrecía cursos anuales de historia y de feroés para profesores, los cuales dejaron de ofertarse en los años 80. Además de éstos cursos, la universidad organizó comités con la intención de coleccionar y preservar la cultura local. Actualmente, todo ese material se halla en los archivos de la Facultad de Lengua y Literatura.

## Rectores de la Universidad
- Petur Zachariasen 1987–1990
- Jóan Pauli Joensen 1991–1998
- Arne Nørrevang 1998
- Malan Marnersdóttir 1998–2004
- Jóan Pauli Joensen 2004–